# Перельштейн, Евгений Михайлович
Евгений Михайлович Перельштейн (род. 2 февраля 1980, Житомир) — американский шахматист украинского происхождения, гроссмейстер (2006).
С 1994 живет в США. 
Окончил факультет информатики Университета штата Мэриленд. 

## Изменения рейтинга
| Графики недоступны из-за технических проблем. См. информацию на Фабрикаторе и на mediawiki.org. |